# Мехуцино
Мехуцино (пол. Miechucino) — село в Польщі, у гміні Хмельно Картузького повіту Поморського воєводства.
Населення — 1484 особи (2011).
У 1975-1998 роках село належало до Гданського воєводства.

## Демографія
Демографічна структура станом на 31 березня 2011 року:
|          | Загалом | Допрацездатний вік | Працездатний вік | Постпрацездатний вік |
| -------- | ------- | ------------------ | ---------------- | -------------------- |
| Чоловіки | 765     | 204                | 497              | 64                   |
| Жінки    | 719     | 203                | 404              | 112                  |
| Разом    | 1484    | 407                | 901              | 176                  |